# Clibanornis erythrocephalus
El ticotico cabecirrufo occidental (Clibanornis erythrocephalus), también denominado rascahojas capuchirrufa (Ecuador), hoja-rasquero de capucha rufa (en Perú) o trepamusgo de capote naranja es una especie de ave paseriforme de la familia Furnariidae perteneciente al género Clibanornis, anteriormente incluida en el género Hylocryptus.  Es endémica de una pequeña región del noroeste de América del Sur.

## Distribución y hábitat
Se distribuye por el suroeste de Ecuador y noroeste de Perú.
Habita en el sotobosque de bosques caducifolios, semi-caducifolios y húmedos, entre los 150 y 1350 m de altitud, ocasionalmente hasta los 1800 m. Persiste en bosques secundarios y bordes de bosques, ocasionalmente hasta en estrechas fajas de bosque a lo largo de cursos de agua o matorrales cerca de bosques.

## Descripción
Mide 22 cm de longitud y pesa entre 42 y 51 g. El iris es marrón anaranjado a color de avellana. La cabeza, pescuezo, alas, rabadilla y cola son anaranjado rufo («henna»); por arriba es oliva parduzco. La garganta es anaranjado rufo pálido y por abajo es principalmente gris parduzco pálido. Presenta un anillo ocular de piel azulado pálido y un pico grueso y pálido. Es inconfundible en su pequeña zona de distribución, uno de los más distintivos endemismos tumbesinos.

## Estado de conservación
El ticotico cabecirrufo occidental ha sido calificado como vulnerable por la Unión Internacional para la Conservación de la Naturaleza (IUCN) debido a la extensión de la pérdida de hábitat, especialmente la deforestación de bosques en el suroeste de Ecuador. Su población total está declinando y es estimada en 3500 a 15 000 individuos.

### Amenazas
La tasa de deforestación en el oeste de Ecuador, abajo de los 900 m s. n. m. fue de 57% por década entre 1958-1988. La pérdida de hábitat continúa y luego irá remover casi toda la foresta de baja altitud remanesciente. La perturbación y degradación causadas por el pastoreo de caprinos y ganado también representan una amenaza significativa al sotobosque caducifolio. Inclusive áreas protegidas son afectadas por ocupaciones ilegales y deforestación. La propensión de esta especie a nidificar en barrancas, causa la construcción de mucho nidos a lo largo de terraplenes de rutas. Hasta en áreas protegidas (como la Reserva Jorupe) el tránsito en rutas puede causar perturbación a nidos activos.

### Acciones de conservación
Poblaciones significativas ocurren en tres áreas protegidas: Parque nacional Machalilla y Bosque protector Cerro Blanco en Ecuador, y Reserva nacional de Tumbes en Perú, y fue descubierto también en el Refugio de vida silvestre Laquipampa en el este de Lambayeque.

## Comportamiento
Ocurre solitario o en pares, buscando alimento en el suelo o cerca, algunas veces acompañando pequeñas bandadas mixtas. Puede ser barullento mientras se alimenta, sacudiendo hojas secas con el pico.

### Alimentación
Su dieta consiste de invertebrados, entre ellos se registraron isópodos.

### Vocalización
Es más oído que visto, vocalizando especialmente durante la estación reproductiva de enero a mayo. El canto es distintivo, oído a la distancia, un chirrido staccato «cri-cruh-cruh-cruh-cruh-cruh-cruh-curr», con una extraña calidad metálica.

## Sistemática

### Descripción original
La especie C. erythrocephalus fue descrita por primera vez por el naturalista estadounidense Frank Michler Chapman en 1919 bajo el nombre científico «Hylocryptus erythrocephalus»; la localidad tipo es: «Alamor, 1300m, frontera Ecuador-Perú».

### Etimología
El nombre genérico masculino «Clibanornis» deriva del griego «klibanos»: horno, y «ornis, ornithos»: pájaro, ave; significando «pájaro de horno».; y el nombre de la especie «erythrocephalus», proviene del griego «eruthros»: rojo y «kephalos»: de cabeza; significando «de cabeza roja».

### Taxonomía
Antes colocada en el género Automolus, y posteriormente en Hylocryptus. Los sólidos estudios morfológicos y genéticos conducidos por Derryberry et al (2011) y Claramunt et al (2013) demostraron que de las dos especies que entonces componían el género Hylocryptus,  Hylocryptus rectirostris era hermana de Clibanornis dendrocolaptoides y  la presente especie era hermana de las entonces Automolus rubiginosus y A. rufipectus, y que este trío estaba hermanado al par anteriormente citado. Como consecuencia, se propuso la transferencia del género Hylocryptus y de las dos especies de Automolus para Clibanornis. Los cambios taxonómicos fueron aprobados en la Propuesta N° 601 al Comité de Clasificación de Sudamérica (SACC).
La subespecie palamblae, conocida por unos pocos especímenes, puede no ser diagnosticable a través de un análisis cuantitativo.

### Subespecies
Según las clasificaciones del Congreso Ornitológico Internacional (IOC) y Clements Checklist v.2018, se reconocen dos subespecies, con su correspondiente distribución geográfica:
- Clibanornis erythrocephalus erythrocephalus (Chapman, 1919) - suroeste de Ecuador (cordillera costera en el suroeste de Manabí y oeste de Guayas, también El Oro y oeste de Loja) y extremo noroeste del Perú (Tumbes).
- Clibanornis erythrocephalus palamblae (Zimmer, JT, 1935) - noroeste del Perú (Piura, Lambayeque).